# Prvenstvo Jugoslavije u nogometu 1945.
Prvenstvo Jugoslavije u nogometu za sezonu 1945. bilo je osamnaesto po redu nogometno natjecanje u Jugoslaviji, prvo poslijeratno. Novi prvak je postala reprezentacija NR Srbije. Doprvak je bio sastav JNA.

## Sustav natjecanja
Momčadi su međusobno igrale po jednostrukom kup-sustavu. Igralo se tjedan dana, od 3. do 9. rujna 1945. godine. 

## Sudionici
Svaka savezna jedinica u Demokratskoj Federativnoj Jugoslaviji sastavila je svoju izabranu momčadu. Natjecalo se šest sastava koji su predstavljali republike Bosnu i Hercegovinu, Hrvatsku, Crnu Goru, Makedoniju, Srbiju i Sloveniju, sastav koji je predstavljao autonomnu pokrajinu Vojvodinu te sastav koji je predstavljao JNA. Kosovo nije imalo predstavnika.

### Sastavi
Sastavi reprezentacija:
- Srbija: Mrkušić, Lovrić – Stanković, Đurđević, M. Petrović, Filipović, M. Krstin, M. Jovanović, Ćirić, Domaćin – Tomašević, Jezerkić, Mitić, N. Perlić, Panić, Šapinac, Pečenčić, Horvatinović, Savić, D. Jovanović. Tehnički rukovoditelj: S. Slišović.

- JNA: Glaser, Brkljača, Kokeza, Brozović, Zlatko Čajkovski, Jazbinšek, Pleše, S. Bobek, A. Atanacković, Matekalo, F. Matošić, Simonovski, Mrčić. Tehnički rukovoditelj: vratar F. Glaser

- Hrvatska: Šoštarić, Kolaković, Pukšec, Simunović, Lechner, Dubravčić, Lončarević, Reiss, Cimermančić, Kacian, Golob, Reberski, Željko Čajkovski. Tehnički rukovoditelj: M. Bukovy

- Vojvodina: Čikoš – Bogešić, Popescu – Jakovetić, Milovanov, Stanojević – Šereš, Palfy, Muhajlović, Karanfilović i Borović. Tehnički rukovoditelj: M.Ognjanov

- Crna Gora: Koprivica, Latković I, Ikić, Škorić, Radovanović, Popović, Latkovic II, Jovičević, M.Pajević Božović, Mugoša. Tehnički rukovoditelj: igrač V.Božović

- Slovenija: Oblak – Aljančič, Lah – Repotočnik, Pilej, Pelicon – Smolej, Erber, Daraj, Razbornik i Zavrl. Tehnički rukovoditelj: F. Jež.

- Bosna i Hercegovina: Brudar, B.Stanković, Žestić, V. Marjanović, Lavorović, Marks, Matijašević, Novaković, Đajić, Rajlić, Čišić. Tehnički rukovoditelj: S.Zagorac

- Makedonija: Rustenov, Bogojevski, Vidović, Martinovski, Petrovski, Davidovski, Janevski, Adamovski, T. Atanacković, Balevski, Gerov. Tehnički rukovoditelj: I. Spitz

## Natjecanje

### Četvrtzavršnica
| Srbija    | 2 : 0 | Crna Gora  |
| Hrvatska  | 6 : 1 | BiH        |
| Vojvodina | 3 : 1 | Makedonija |
| JNA       | 8 : 2 | Slovenija  |

### Poluzavršnica
| Srbija | 3 : 1 | Hrvatska  |
| JNA    | 4 : 3 | Vojvodina |

### Završnica
| Srbija | 1 : 0 | JNA |

## Prvaci
Srbija (trener: Svetozar Glišović)
Srđan Mrkušić
Ljubomir Lovrić
Miomir Petrović
Miodrag Jovanović
Ćirić
Filipović
M. Krstić
Branko Stanković
Domaćin
Đurđević
Tomašević
Jovan Jezerkić
Rajko Mitić
Nikola Perlić
Panić
Sapinac
Pecenčić
Horvatinović
Savić
D. Jovanović

## Statistika
- Najbolji strijelac natjecanja: Stjepan Bobek (JNA) 8 pogodaka u 3 susreta